# ایده‌آل اول

نمودار هسه بخشی از شبکه ایده‌آل های اعداد صحیح. گره های بنفش نشانگر ایده‌آل های اولند. گره های بنفش و سبز نشانگر ایده‌آل های نیم-اول ، و گره های بنفش و آبی نشانگر ایده‌آل های اولیه.

در جبر، یک ایده‌آل اول زیر مجموعه ای از یک حلقه است که در خواص مهمی با اعداد اول در حلقه اعداد صحیح مشترک است. ایده‌آل های اول برای اعداد صحیح مجموعه هایی هستند که شامل تمام ضرایب یک عدد اول اند. ایده‌آل صفر نیز در اعداد صحیح یک ایده‌آل اول است.
ایده‌آل های ابتدایی (به انگلیسی: Primitive Ideals) نیز اول‌اند. همچنین ایده‌آل‌های اول، هم اولیه (به انگلیسی: Primary) هستند هم نیم-اول (به انگلیسی: Semiprime).

## ایده‌آل های اول در حلقه های جابجایی
یک ایده‌آل {\displaystyle P} از حلقه جابجایی {\displaystyle R} اول است اگر دارای این دو خاصیت باشد:
- اگر {\displaystyle a} و {\displaystyle b} دو عضو {\displaystyle R} باشند به گونه ای که {\displaystyle ab} عضوی از {\displaystyle P} باشد، آنگاه حداقل یکی از {\displaystyle a} یا {\displaystyle b} در {\displaystyle P} قرار دارند.
- {\displaystyle P} برابر کل حلقه {\displaystyle R} نیست.

این مفهوم تعمیم دهنده ی این خاصیت از اعداد اول است: اگر {\displaystyle p} یک عدد اول باشد و {\displaystyle p} حاصلضرب دو عدد صحیح {\displaystyle ab} را بشمارد، آنگاه یا {\displaystyle p} عدد {\displaystyle a} را می شمارد یا {\displaystyle b} را. لذا می توان گفت:
یک عدد صحیح {\displaystyle n} اول است اگر و تنها اگر {\displaystyle n\mathbb {Z} } ایده‌آل اولی در {\displaystyle \mathbb {Z} } باشد.